# بوينغ 737 ماكس
بوينغ 737 ماكس هي النسخة الجديدة من طائرات البوينغ 737 التي قامت شركة بوينغ بتطويرها، النسخة الجديدة المتطورة من بوينغ 737 الجيل القادم ستكون الجيل الرابع في سلسلة بوينغ 737، التغيير الأساسي في الماكس هو الاستعمال الأوسع و الأكثر كفاءة لمحركات ليب-1 بي ، كما أن جسم الطائرة حصل أيضا على بعض التعديلات. تم الإعلان عن السلسلة الجديدة في سنة 2011. وقامت أول طائرة 737 ماكس بأول رحلة لها في 29 يناير 2016. وحصلت على شهادة إدارة الطيران الفيدرالية في مارس 2017. وبدأت أولى عمليات التسليم في ماي 2017، وكانت أول شركة طيران تتسلم طائرة 737 ماكس هي ماليندو للطيران. إلى غاية يونيو 2019، وصل عدد الطلبيات 934 4 طائرة، وتم تسليم 387 طائرة.
بعد تحطم طائرتين من طراز بوينج 737 ماكس 8 في أكتوبر 2018 ومارس 2019، مما تسبب في 346 حالة وفاة، قامت سلطات الطيران في جميع أنحاء العالم بحظر طيران الطائرات من طراز بوينغ 737 ماكس مما سبب خسائر مالية كبيرة للعديد من شركات الطيران بسبب إلغاء العديد من الرحلات الجوية، وقد أعلنت شركة بوينغ في 16 ديسمبر 2019 أنها ستتوقف عن إنتاج طائرات 737 ماكس ابتداءاً من يناير 2020.
وفي 29 يونيو 2020، أقلعت أول رحلة تجريبية للطائرة بعد قرار منعها من الطيران، في خطة اختبار لمدة ثلاثة أيام، تشمل الهبوط ثم الإقلاع مباشرة عقب ملامسة العجلات للأرض، مع تعديل خطة الطيران وتوقيتاتها وفقًا لحالة الطقس وعوامل أخرى. وأقلعت الطائرة من مطار قرب سياتل وحلقت عبر ولاية واشنطن شرقًا، ثُمّ هبطت في أوريغون، وبعدها عادت إلى منطقة سياتل.
في 9 يناير 2024 أقر الرئيس التنفيذي لـ"بوينغ" ديف كالهون بمسؤولية شركته العملاقة في مجال صناعة الطيران عن الحادثة التي تعرضت له رحلة "ألاسكا إيرلاينز" في 5 يناير 2024 متعهداً "كامل الشفافية" في هذا الملف. وعقب الحادثة، أمرت إدارة الطيران الفيدرالية الأميركية بمنع 171 طائرة من هذا الطراز من التحليق بانتظار إخضاعها لعمليات فحص.

## تاريخ
في سنة 2010، أطلقت شركة إيرباص طائرتها الجديدة من طراز إيرباص إيه 320 نيو وقد جاءت هذه الطائرة بعدة تحسينات وتعديلات مهمة لشركات الطيران كالتقليل من حرق الوقود وكفاءة التشغيل باستخدام محركات جديدة، وفي فبراير 2011، مما جعل شركة بوينغ تسرع بالتفكير بإنتاج جيل جديد من طائرات 737 لمنافسة إيرباص إيه 320 نيو.
في سنة 2015، تم إنتاج أول طائرة 737 ماكس 8، وقد حلقت لأول مرة في سنة 2016، وقد حصلت الطائرة في سنة 2017 على الترخيص من إدارة الطيران الفيدرالية.

## المواصفات
|                          | 7-737 ماكس                      | 8-737 ماكس                      | 9-737 ماكس                      |
| ------------------------ | ------------------------------- | ------------------------------- | ------------------------------- |
| الركاب                   | 126                             | 162                             | 180                             |
| الطول الكلي              | 33.6 متر                        | 39.5 متر                        | 42.1 متر                        |
| باع الجناح               | 35.9 متر                        | 35.9 متر                        | 35.9 متر                        |
| الارتفاع الكلي           | 12.5 متر                        | 12.5 متر                        | 12.5 متر                        |
| السرعة                   | 0.79 ماخ ، 522 ميل/س، 842 كلم/س | 0.79 ماخ ، 522 ميل/س، 842 كلم/س | 0.79 ماخ ، 522 ميل/س، 842 كلم/س |
| الوزن الأقصى عند الاقلاع | 72,303 كغ                       | 82,191 كغ                       | 88,314 كغ                       |
| المدى (أقصى حمولة ممكنة) | 7,038 كلم                       | 6,704 كلم                       | 6,658 كلم                       |
| المحركات (× 2)           | سي أف أم أل إي آي بي 1 بي       | سي أف أم أل إي آي بي 1 بي       | سي أف أم أل إي آي بي 1 بي       |
| قطر مروحة المحرك         | 1.76 متر                        | 1.76 متر                        | 1.76 متر                        |

المصدر: مواصفات بوينغ 737 
| تاريخ الطلبية  | البلد                              | الزبون                       | ماكس 7 | ماكس 8 | ماكس 9 | الطلبيات |
| -------------- | ---------------------------------- | ---------------------------- | ------ | ------ | ------ | -------- |
| 13 ديسمبر 2011 | الولايات المتحدة الأمريكية         | خطوط ساوث ويست الجوية        | 0      | 170    | 0      | 170      |
| 24 يناير 2012  | النرويج                            | آير شاتل النرويجية           | 0      | 100    | 0      | 100      |
| 22 فبراير 2012 | إندونيسيا                          | ليون إير                     | 0      | 0      | 201    | 201      |
| 6 يوليو 2012   | أستراليا                           | فيرجن أستراليا               | 0      | 23     | 0      | 23       |
| 3 يوليو 2012   | الولايات المتحدة الأمريكية         | شركة اير ليز                 | 0      | 69     | 15     | 84       |
| 12 يوليو 2012  | الولايات المتحدة الأمريكية         | يونايتد إيرلاينز             | 0      | 0      | 100    | 100      |
| 20 سبتمبر 2012 | إيرلندا                            | أفولون                       | 0      | 10     | 5      | 15       |
| 1 أكتوبر 2012  | N/A                                | غير مدد                      | NK     | NK     | NK     | 249      |
| 1 أكتوبر 2012  | البرازيل                           | خطوط غول الجوية              | 0      | 60     | 0      | 60       |
| 3 أكتوبر 2012  | الولايات المتحدة الأمريكية/إيرلندا | جي إي كابيتال لخدمات الطيران | 0      | 75     | 0      | 75       |
| 11 أكتوبر 2012 | الولايات المتحدة الأمريكية         | خطوط آلاسكا الجوية           | 0      | 20     | 17     | 37       |
| 4 نوفمبر 2012  | الكويت                             | الافكو                       | 0      | 20     | 0      | 20       |
| 5 نوفمبر 2012  | المكسيك                            | طيران المكسيك                | 0      | 60     | 0      | 60       |
| 14 نوفمبر 2012 | سنغافورة                           | سيلك أير                     | 0      | 31     | 0      | 31       |
| 2 يناير 2013   | الولايات المتحدة الأمريكية         | مجموعة كابيتال للطيران       | 0      | 50     | 10     | 60       |
| 2 فبرابر 2013  | الولايات المتحدة الأمريكية         | الخطوط الجوية الأمريكية      | 0      | 100    | 0      | 100      |
| 13 فبرابر 2013 | آيسلندا                            | خطوط أيسلندا الجوية          | 0      | 9      | 7      | 16       |
| 14 مايو 2013   | تركيا                              | الخطوط الجوية التركية        | 0      | 40     | 10     | 50       |
| 15 مايو 2013   | الولايات المتحدة الأمريكية         | خطوط ساوث ويست الجوية        | 30     | 0      | 0      | 30       |
| 19 يونيو 2013  | الولايات المتحدة الأمريكية         | مجموعة سي أي تي              | 0      | 30     | 0      | 30       |
| 10 يوليو 2013  | المملكة المتحدة                    | تي يو أي ترافل               | 0      | 40     | 20     | 60       |
| 7 أغسطس 2013   | جمهورية التشيك                     | ترافل سرفيس إيرلاينز         | 0      | 3      | 0      | 3        |
| 26 سبتمبر 2013 | كندا                               | وست جت أيرلاينز              | 25     | 40     | 0      | 65       |
| 11 ديسمير 2013 | كندا                               | طيران كندا                   | 0      | 33     | 28     | 61       |
| 2023           | العراق                             | الخطوط الجوية العراقية       | 0      | 13     | 0      | 13       |
| المجموع        | المجموع                            | المجموع                      | 55     | 975    | 413    | 1,700    |

ملاحظات
1. ↑  أول شركة طيران تستعمل الماكس 8
2. ↑  أول شركة طيران تستعمل الماكس 9
3. ↑  أول شركة طيران تستعمل الماكس 7

## الطلبيات والتسليمات
- ابتداءاً من يناير [36]2019

|           | 2011 | 2012 | 2013 | 2014 | 2015 | 2016 | 2017 | 2018 | 2019 | المجموع |
| --------- | ---- | ---- | ---- | ---- | ---- | ---- | ---- | ---- | ---- | ------- |
| الطلبيات  | 150  | 908  | 668  | 861  | 409  | 530  | 759  | 694  | 106  | 5111    |
| التسليمات | _    | _    | _    | _    | _    | _    | 74   | 226  | 20   | 350     |

## حوادث
- في 29 أكتوبر 2018، تحطمت طائرة تابعة لشركة ليون إير، خلال رحلتها رقم 610، وقد كانت الطائرة من طراز بوينج 737 ماكس 8 ، في بحر جافا بعد 13 دقيقة من إقلاعها من مطار سوكارنو هاتا الدولي، في جاكرتا بإندونيسيا. وكانت الرحلة داخلية مقررة إلى مطار ديباتي أمير في بانغكال بينانغ بإندونيسيا. تُوفي جميع الركاب 189 الذين كانوا على متن الطائرة. وكان هذا أول حادث طيران مميت لطائرة بوينغ 737 ماكس. تم تسليم الطائرة إلى ليون إير قبل شهرين فقط. ومُباشرة بعد هذا الحادث، أصدرت بوينغ دليلاً تشغيلياً لمساعدة شركات الطيران بشأن كيفية التعامل مع قراءات قمرة القيادة الخاطئة. هذا الحادث ما يزال قيد التحقيق حاليا.[37]

- في 10 مارس 2019، تحطمت طائرة الخطوط الجوية الإثيوبية الرحلة 302 ، وهي طائرة من طراز بوينغ 737 ماكس 8 ، حاملة للترقيم ET-AVJ، بعد ست دقائق من إقلاعها في الساعة 05:30 بالتوقيت العالمي من أديس أبابا. كانت الرحلة رحلة مجدولة من أديس أبابا بإثيوبيا إلى نيروبي بكينيا. وقد توفي جميع الركاب البالغ عددهم 149 راكبا و 8 من أفراد الطاقم. في وقت وقوع الحادث، كانت الطائرة عمرها 4 أشهر فقط. سبب الحادث غير واضح وهو ما يزال قيد التحقيق حاليا.[38]
- في 5 يناير 2024، انفصل باب طائرة تابعة لشركة خطوط آلاسكا الجوية الرحلة رقم 1282 من طراز بوينغ 737 ماكس 9 ، التي كان من المقرر أن تتجه الي كاليفورنيا ، بعد 35 دقيقة من بداية الرحلة. اضطرت الطائرة الي القيام بهبوط اضطراري ، لتعود بسلام الي مطار بورتلاند الدولي. لم يصب أي من الركاب البالغ عددهم 174 أو أفراد الطاقم الستة بأذي.

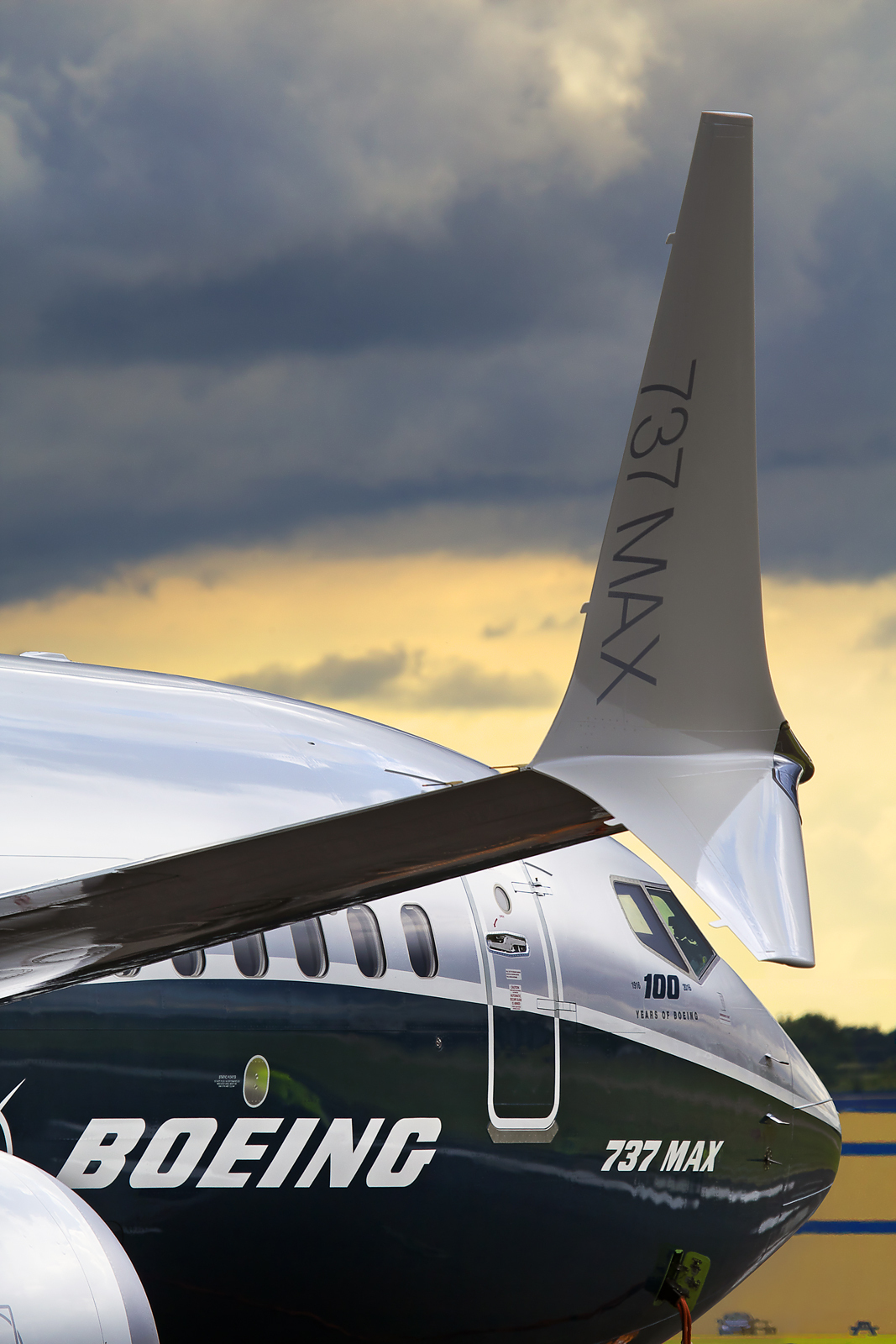
الجناح الجديد لطائرة بوينغ 737 ماكس